# Clinical Anatomy
Clinical Anatomy, abgekürzt Clin. Anat., ist eine wissenschaftliche Fachzeitschrift, die vom Verlag Wiley-Blackwell veröffentlicht wird. Die Zeitschrift ist das offizielle Publikationsorgan der American Association of Clinical Anatomists und der British Association of Clinical Anatomists sowie Partner der Australian and New Zealand Association of Clinical Anatomists und der Anatomical Society of Southern Africa.
Die Zeitschrift erscheint derzeit mit acht Ausgaben im Jahr. Es werden Arbeiten veröffentlicht, die sich mit der Verknüpfung von anatomischen Prinzipien und klinischen Fragestellungen beschäftigen.
Der Impact Factor lag im Jahr 2014 bei 1,332. Nach der Statistik des ISI Web of Knowledge wird das Journal mit diesem Impact Factor in der Kategorie Anatomie und Morphologie an zwölfter Stelle von 20 Zeitschriften geführt.